# Vibrační válec
Vibrační válec patří mezi hutnící stroje, tj. stroje určené pro hutnění zemin nebo živic (asfaltů). Oproti statickému válci působí vibrační válec na podloží svojí statickou vahou, ale navíc i dynamickou silou vyvolanou vibrujícím běhounem.

## Rozdělení
- ručně vedené (obsluha kráčí za strojem)
- tandemové (mají dva běhouny, obvykle pro hutnění živic)
- tahačové (mají jeden běhoun a jednu nápravu s koly, obvykle pro hutnění zemin)
- tažené (jeden běhoun, při práci jsou tažené jiným strojem, např. traktorem)

Běhoun (lidově též „kulidlo“ či „válec“, anglicky „drum“) je pracovním nástrojem válce. Běhoun se skládá z ocelového pláště a je vybaven hydraulicky poháněným vibrátorem, který vyvolává vibraci běhounu. Běhoun je ke stroji upevněn prostřednictvím gumokovů, které zachycují vibrace a zabraňují jejich přenosu do nosné části stroje. Pouze u vedených válců se používá vibrátor umístěný mimo běhouny. Zde jsou oba běhouny pevně spojené rámem, na kterém se nachází i vibrátor; celý tento rám i s běhouny pak vibruje jako jedna část. Tento rám je pak pomocí gumokovů odtlumen od dalších částí stroje.
Mimo vibračních válců s hladkým běhounem se vyrábějí rovněž tahačové vibrační válce s ježkovým běhounem, kdy je povrch běhounu osazen ocelovými trny („ježky“); toto uspořádání se používá pro hutnění vazkých zemin (jílů).

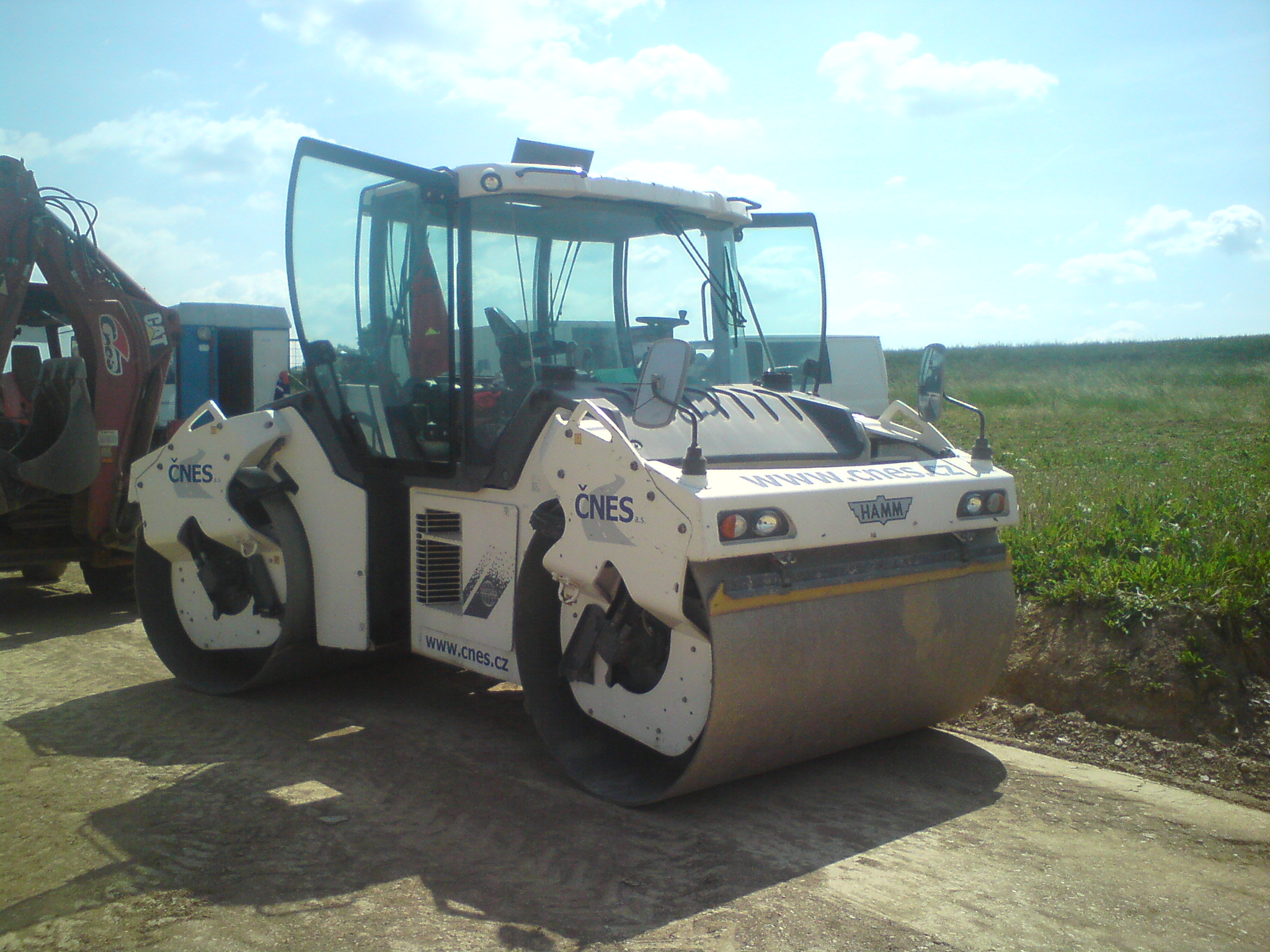
Vibrační válec Hamm

Obvykle používané vibrátory vyvolávají kruhovou neusměrněnou vibraci, tzn. vektor výslednice odstředivé síly se otáčí na všechny strany. Snahou předních světových výrobců je nabídnout i provedení s usměrněnou a řízenou vibrací. Řešení tohoto problému je poměrně složité a každý z výrobců si své řešení chrání řadou patentů. Využití řízené vibrace je např. pro hutnění tenkých vrstev živic či např. pro hutnění na mostních konstrukcích či v zástavbě, kdy by nadměrné vibrace mohly vyvolat nežádoucí poškození stavby. Přesto jsou válce s řízenou vibrací spíše výjimkou a pro výrobce spíše prestižní záležitostí než masově prodávaným výrobkem.

## Základní parametry
- statická hmotnost (též provozní hmotnost)
- amplituda vibrace
- odstředivá síla
- frekvence
- statická lineární síla (zatížení běhounu na centimetr jeho šířky)

Vhodným nastavením těchto parametrů je dosaženo optimálního hutnícího účinku.

## Přední světoví výrobci
- BOMAG
- DYNAPAC
- AMMANN
- Stavostroj (do svého sloučení s AMMANNEM)
- HAMM
- SAKAI (japonská firma, známá převážně na asijském trhu).